# يابوس (ريف دمشق)
يابوس هي قرية سورية في منطقة قدسيا في محافظة ريف دمشق. وفقا للمكتب المركزي للإحصاء السوري، بلغ عدد سكان يابوس 369 نسمة في تعداد عام 2004.